# Family Feud (computerspelserie)
Family Feud is een computerspel dat is vernoemd naar de gelijknamige Amerikaanse televisieshow. Het spel is een strategiespel. In 1983 kwam de eerste versie uit van het spel dat draaide op een Coleco Adam. In 1987volgde een release voor de Commodore 64 en DOS. Later volgde ook andere platforms. In het spel strijden twee families tegen elkaar of een familie tegen de computer. Een familie bestaat uit vijf personen. In het spel worden verschillende vragen gesteld en de bedoeling is om de vijf meest genoemde antwoorden te noemen. Deze antwoorden komen van een groep van 100 mensen.

## Platforms
| Jaar | Platform              |
| ---- | --------------------- |
| 1983 | Coleco Adam           |
| 1987 | Commodore 64, DOS     |
| 1991 | NES                   |
| 1993 | SNES, Sega Mega Drive |
| 1994 | 3DO                   |
| 2000 | PlayStation, Windows  |
| 2004 | J2ME                  |
| 2005 | BREW                  |
| 2006 | PlayStation 2         |